# Haszim ibn Abd Allah
Haszim ibn Abd Allah (ur. 30 stycznia 2005 w Ammanie) – książę jordański z dynastii Haszymidów.
Urodził się jako drugi syn (czwarte dziecko) króla Jordanii Abd Allah II i jego żony królowej Ranii. Zajmuje drugie miejsce w sukcesji do jordańskiego tronu, zaraz po swoim starszym o jedenaście lat bracie księciu Husajnie i przed stryjem księciem Fajsalem.